# Bell the CAT
『Bell the CAT』（ベル ザ キャット）は、LM.Cの6thシングルである。2007年12月12日発売。

## 概要
- 前作から2ヶ月でのシングルである。
- 初回限定盤、通常盤の2種類がある。

## 収録曲
全曲 作詞/作曲/編曲：LM.C
1. Bell the CAT
  - ランク王国オープニングテーマ
2. maple leaf